# Trop jeune pour moi
Pour plus de détails, voir Fiche technique et Distribution.
Trop jeune pour moi est un téléfilm comico-romantique français réalisé par Jérémy Minui, diffusé en 2020. Il devait initialement faire partie de la collection Coup de foudre à ... sous le nom de Coup de foudre à l'île Maurice. Mais il est finalement diffusé en tant que téléfilm indépendant pour la chaîne TF1.

## Synopsis
Trouvant sa vie quotidiennement ennuyeuse entre son travail et sa famille décomposée, Doria décide, après avoir découvert que son mari la trompait, de partir quelques jours à l'Île Maurice pour rendre visite à sa mère Jeanne. Pendant son séjour, elle retrouve le goût de la vie en tombant amoureuse de Théo, un jeune homme séduisant, malgré leur différence d'âge.

## Fiche technique
Sauf indication contraire, les informations mentionnées dans cette section peuvent être confirmées par les bases de données cinématographiques IMDb et Allociné,  présentes dans la section « Liens externes ».
- Titre original : Coup de foudre à l'île Maurice
- Titre français : Trop jeune pour moi
- Réalisation : Jérémy Minui
- Scénario : Léa Coquin
- Musique : Jordan Martini
- Décors : Julie Sfez et Louise Fay'Dherbe
- Costumes : Sarah de Hita
- Photographie : Isarr Eiriksson
- Son : Thomas Tymen
- Montage : Bertrand Maillard
- Production : Stéphane Marsil et Clothilde Jamin
- Sociétés de production : Beaubourg Stories ; TF1 Production (coproduction)
- Société de distribution : TF1 Distribution
- Pays de production :  France
- Langue d'origine : français
- Format : couleur
- Genre : comédie romantique
- Durée : 90 minutes
- Dates de premières diffusion :
  - Belgique : 25 août 2020 sur La Une[1]
  - Suisse romande : 27 août 2020 sur RTS Un
  - France : 31 août 2020 sur TF1
- Classification : Tout public

## Distribution
- Hélène de Fougerolles : Doria Cabrol
- Loyan Pons de Vier : Théo
- Arielle Dombasle : Jeanne Cabrol (mère de Doria)
- Marysole Fertard : Alba Cabrol (fille de Doria)
- Terence Telle : Max (ami de Théo)
- Benjamin Egner : Alexis (mari de Doria)
- Catherine Benguigui : Muriel
- François Pérache : Vladimir
- Alicia Alonso : Mylène
- Philippe Bourdais : Paul
- Marcio Isnard : Arii
- Norah Lehembre : Eve, la voisine
- Jean-Claude Catheya : Vincent
- Neha Oleemohamed : Lucie

## Production
Le tournage débute en novembre 2019 à l'île Maurice, ainsi qu'à Paris pour quelques scènes.

## Accueil
Lors de la première diffusion dans la première partie de soirée sur TF1, le téléfilm est vu par 3,9 millions téléspectateurs, soit 16,9 %.